# Theridion vanhoeffeni
Theridion vanhoeffeni là một loài nhện trong họ Theridiidae.
Loài này thuộc chi Theridion. Theridion vanhoeffeni được Embrik Strand miêu tả năm 1909.